# 佐藤直樹 (野球)
佐藤 直樹（さとう なおき、1998年9月3日 - ）は、兵庫県神戸市出身のプロ野球選手（外野手）。右投右打。福岡ソフトバンクホークス所属。

## 経歴

### プロ入り前
小学校1年から灘西レイダースで野球を始める。小学校時代は最初は投手を務めていたが、肩の強さを見込まれて捕手に転向する。報徳学園中学に入学し、軟式野球部に所属する。報徳学園高校進学後の2年には、俊足を見込まれて外野手に転向する。高校の2学年後輩に小園海斗がいた。高校時代は甲子園出場はなく、卒業後はJR西日本に入社。
JR西日本に入社後、2年目には右翼手のレギュラーに定着し2018年の第89回都市対抗野球大会に出場するも、3試合でわずか8打数2安打3三振という成績に終わった。しかし3年目の第90回都市対抗野球大会ではJFE西日本の補強選手として3試合に出場し、14打数6安打3打点の成績を残し、大会優秀選手に選ばれた。2019年10月より行われた第45回社会人野球日本選手権大会に出場するも、チームは初戦敗退し、自身は4打数1安打の成績に終わる。同社勤務時には広島支社に所属し、広島駅係員などを務めた。
2019年10月17日に行われたプロ野球ドラフト会議で、福岡ソフトバンクホークスより1位指名を受け、11月27日に契約金1億円プラス出来高5000万円、年俸1600万円（金額は推定）で契約合意に達し、12月5日、入団発表会見が行われた。背番号は30。

### ソフトバンク時代
2020年は、10月21日のウエスタン・リーグでの広島戦で球審の判定に対して暴言を吐き、退場処分を下され厳重注意と制裁金5万円を科された。同年、結局一軍昇格はなく、二軍戦では59試合に出場し打率.229に終わったものの盗塁失敗0で20盗塁を記録、ウエスタン・リーグの盗塁王を獲得した。オフに、100万円減の推定年俸1500万円で契約を更改した。
2021年、4月29日の北海道日本ハムファイターズ戦（福岡PayPayドーム）では8回裏二死の場面で中村晃の代走として一軍初出場を果たし、その後の9回表の守備にも就いた。一軍戦25試合に出場するも、11打席に立って無安打に終わり、代走としても1盗塁を記録したのみだった。二軍戦は48試合の出場で打率.248、3本塁打、18打点、15盗塁の成績で、三軍戦は27試合の出場で打率.301、2本塁打、8打点、7盗塁の成績だった。契約更改交渉では、100万円減の推定年俸1400万円でサインした。シーズンオフに新型コロナウイルスへ感染したことが判明した。
2022年は、オープン戦で結果を残し開幕一軍入りを果たした。4月21日の対オリックス・バファローズ戦（京セラドーム大阪）では、同期の柳町達の代走として途中出場しその後に回ってきた第1打席で田嶋大樹からプロ21打席目にしてプロ初安打となる左前安打を放った。8月20日の対日本ハム戦では4回裏に二死二塁の場面で上沢直之からプロ初本塁打を放った。一軍戦は代走や守備固めが中心ながら自己最多48試合に出場し、二軍戦は24試合の出場で打率.350、1本塁打、9打点、5盗塁の成績で、三軍戦は8試合の出場で打率.176、1本塁打、3打点、1盗塁の成績だった。オフに、現状維持の推定年俸1400万円で契約を更改した。
2023年はシーズン当初から代打や代走での起用にとどまり、6月10日の巨人戦で交代で中堅守備に入ったのが最後の一軍出場となった。二軍公式戦は17試合の出場で打率.217、0本塁打、2打点、5盗塁の成績で、ファーム非公式戦は58試合の出場で打率.214、2本塁打、24打点、21盗塁の成績だった。一軍での出場試合数は昨年に次ぐ41試合だったが、オフに戦力外通告を受け、11月28日に育成選手として再契約した。背番号は138。推定年俸は100万円減の1300万円となった。
2024年は、5月31日までの二軍戦で34試合に出場して打率.340、2本塁打、16打点、10盗塁と好成績を記録した。同日の広島戦で柳田悠岐が負傷したことを受けて6月1日、急遽支配下登録され、背番号も再び30に戻った。即日、広島戦で1番・中堅手としてスタメン起用されると、敵失で出塁後に先制のホームを踏み、1安打1盗塁のほか好守も見せ、ヒーローインタビューを受けた。

## 選手としての特徴・人物
強肩と俊足を自負しており、50メートルのタイムは5.8秒、遠投は120メートルを記録している。一方、打撃については自己評価だけでなくスカウトからも評価が低く、JR西日本時代の2年目の都市対抗野球では打率.250に終わったこともあり確実性が課題とされている。
愛称は「シュガー」。
2023年オフの戦力外を経て、育成再契約から2024年6月の支配下復帰の一軍初戦で記録した安打について、「（プロ）初ヒットの時よりもうれしい気持ちです」と安打にした記念球まで手にしている。

## 詳細情報

### 年度別打撃成績
| 年 度     | 球 団        | 試 合 | 打 席 | 打 数 | 得 点 | 安 打 | 二 塁 打 | 三 塁 打 | 本 塁 打 | 塁 打 | 打 点 | 盗 塁 | 盗 塁 死 | 犠 打 | 犠 飛 | 四 球 | 敬 遠 | 死 球 | 三 振 | 併 殺 打 | 打 率 | 出 塁 率 | 長 打 率 | O P S |
| --------- | ------------ | ----- | ----- | ----- | ----- | ----- | -------- | -------- | -------- | ----- | ----- | ----- | -------- | ----- | ----- | ----- | ----- | ----- | ----- | -------- | ----- | -------- | -------- | ----- |
| 2021      | ソフトバンク | 25    | 11    | 9     | 6     | 0     | 0        | 0        | 0        | 0     | 0     | 1     | 0        | 0     | 0     | 2     | 0     | 0     | 5     | 0        | .000  | .182     | .000     | .182  |
| 2022      | ソフトバンク | 48    | 35    | 31    | 8     | 4     | 1        | 1        | 1        | 10    | 2     | 0     | 0        | 1     | 0     | 3     | 0     | 0     | 17    | 0        | .129  | .206     | .323     | .528  |
| 2023      | ソフトバンク | 41    | 31    | 30    | 6     | 5     | 1        | 0        | 1        | 9     | 2     | 3     | 1        | 1     | 0     | 0     | 0     | 0     | 16    | 0        | .167  | .167     | .300     | .467  |
| 2024      | ソフトバンク | 44    | 93    | 84    | 7     | 16    | 3        | 1        | 0        | 21    | 6     | 3     | 3        | 1     | 1     | 4     | 0     | 3     | 30    | 0        | .191  | .250     | .250     | .500  |
| 通算：4年 | 通算：4年    | 158   | 170   | 154   | 27    | 25    | 5        | 2        | 2        | 40    | 10    | 7     | 4        | 3     | 1     | 9     | 0     | 3     | 68    | 0        | .162  | .222     | .260     | .481  |

- 2024年度シーズン終了時

### 年度別守備成績
| 年 度 | 球 団        | 外野  | 外野  | 外野  | 外野  | 外野  | 外野     |
| 年 度 | 球 団        | 試 合 | 刺 殺 | 補 殺 | 失 策 | 併 殺 | 守 備 率 |
| ----- | ------------ | ----- | ----- | ----- | ----- | ----- | -------- |
| 2021  | ソフトバンク | 19    | 9     | 1     | 0     | 0     | 1.000    |
| 2022  | ソフトバンク | 41    | 31    | 0     | 0     | 0     | 1.000    |
| 2023  | ソフトバンク | 31    | 17    | 0     | 0     | 0     | 1.000    |
| 2024  | ソフトバンク | 42    | 51    | 3     | 1     | 1     | .982     |
| 通算  | 通算         | 133   | 108   | 4     | 1     | 1     | .991     |

- 2024年度シーズン終了時

### 記録
初記録
- 初出場：2021年4月29日、対北海道日本ハムファイターズ6回戦（福岡PayPayドーム）、8回裏に中村晃の代走で出場
- 初打席：2021年5月1日、対オリックス・バファローズ8回戦（京セラドーム大阪）、8回表にK-鈴木から空振り三振
- 初盗塁：2021年5月11日、対千葉ロッテマリーンズ7回戦（福岡PayPayドーム）、9回裏に二盗（投手：益田直也、捕手：柿沼友哉）
- 初先発出場：2021年6月26日、対東北楽天ゴールデンイーグルス10回戦（楽天生命パーク宮城）、2番・中堅手で先発出場
- 初安打：2022年4月21日、対オリックス・バファローズ6回戦（京セラドーム大阪）、5回表に田嶋大樹から左前安打
- 初本塁打・初打点：2022年8月20日、対北海道日本ハムファイターズ20回戦（福岡PayPayドーム）、4回裏に上沢直之から左越2ラン

その他の記録
- 9打席連続三振：2023年5月6日 - 6月2日 ※鉄平、鵜飼航丞と並び野手ワーストタイ記録[33]

### 背番号
- 30（2020年 - 2023年、2024年6月1日 -）
- 138（2024年 - 同年5月31日）

### 登場曲
- 「好きにやったらええ」RYO the SKYWALKER（2020年）
- 「WHAT IS LOVE?」TWICE（2021年）
- 「オドループ」フレデリック（2021年）
- 「常緑」大橋ちっぽけ（2022年 - ）
- 「Crazy In Love ft. JAY Z」Beyoncé（2022年 - ）